# Eublemma postrufa
Eublemma postrufa är en fjärilsart som beskrevs av George Francis Hampson 1914. Eublemma postrufa ingår i släktet Eublemma och familjen nattflyn. Inga underarter finns listade i Catalogue of Life.